# هيو هود
هيو هود هو كاتب كندي، ولد في 30 أبريل 1928، وتوفي في 1 أغسطس 2000.